# David Krmpotich
David Matthew Krmpotich, detto Dave (Duluth, 20 aprile 1955), è un ex canottiere statunitense.

## Biografia

### Carriera sportiva
Krmpotich cominciò la sua carriera di canottiere all'Università del Wisconsin per la quale gareggiò fino al 1979, anno in cui passò al Penn AC.
Sempre nel 1979 viene convocato come riserva per i VIII Giochi panamericani di San Juan, ma coglie i suoi successi principali tra il 1986 e il 1991 vincendo, nell'otto, il bronzo ai campionati mondiali di Nottingham 1986 e l'oro ai Goodwill Games, l'argento ai Giochi olimpici di Seul 1988 nel quattro senza insieme a Raoul Rodriguez, Thomas Bohrer e Richard Kennelly ed infine, nel 1991, l'oro ai XI Giochi panamericani di L'Avana nel quattro con.

## Palmarès
- Giochi olimpici

Seul 1988: argento nel quattro senza.
- campionati mondiali

Nottingham 1986: bronzo nell'otto.
- Giochi panamericani

L'Avana 1991: oro nel quattro con.
- Goodwill Games

Mosca 1986: oro nell'otto.